# Brian Diemer
Brian Diemer (Grand Rapids, 10 de octubre de 1961) es un atleta estadounidense retirado, especializado en la prueba de 3000 m obstáculos en la que llegó a ser medallista de bronce olímpico en 1984.

## Carrera deportiva
En los JJ. OO. de Los Ángeles 1984 ganó la medalla de bronce en los 3000 m obstáculos, con un tiempo de 8:14.06 segundos, llegando a meta tras el keniano Julius Korir y el francés Joseph Mahmoud.